# Pseudosphex rubra
Pseudosphex rubra är en fjärilsart som beskrevs av Jorgensen 1932. Pseudosphex rubra ingår i släktet Pseudosphex och familjen björnspinnare. Inga underarter finns listade.